# Christine Dumitriu Van Saanen
Christine Dumitriu Van Saanen (ur. 1932 w Bukareszcie, zm. kwiecień 2008 w Toronto) – rumuńska i kanadyjska geolog, inżynier, poetka, pisarka.

## Życiorys
Urodziła się w Bukareszcie jako córka holenderskich dyplomatów. Szkołę podstawową i średnią ukończyła w Bukareszcie i Paryżu. Studiowała na Uniwersytecie Politechnicznym w Bukareszcie na wydziale Geologii, który ukończyła w 1956. Doktorat zrobiła w 1973 w Instytucie Nafty i Gazu w Ploeszti.
W 1977 wyemigrowała do Kanady. Do 1980 wykładała na École polytechnique de Montréal i Université du Québec à Montréal. Następnie przeniosła się na zachód, gdzie wykładała na Uniwersytecie Calgary w latach 1982-1987. Następnie osiedliła się w Ontario. W Ottawie pracowała jako konsultant w firmie zajmującej się sztuczną inteligencją, jak również brała udział w serii programów Nauka i Technologia nadawanej po francusku w publicznym CBC/Radio-Canada.
W 1990 przeprowadziła się do Toronto, gdzie uczyła urzędników języka francuskiego. Równocześnie uczyła podstaw geostatyki na Wydziale Nauk Stosowanych University of Toronto. W 1992 założyła targi książki Toronto Book Fair, gdzie została Dyrektorem generalnym. Jest autorką 65 artykułów naukowych i traktatu o sedymentologii. Główna nagroda Targów nosi jej imię.
Jako pisarka opublikowała 13 tomów poezji i sztukę. Otrzymała 25 nagród literackich w Kanadzie i Francji w tym The Alberta Achievement Award, Złoty Medal Akademii Lutecji i Złote Runo we Francji oraz Editor's Choice Award w USA.

## Odznaczenia
- Medal Ordre des francophones d'Amérique,
- Order Sztuki i Literatury (Francja)
- Order Plejady (Zgromadzenie Parlamentarne Frankofonii)